# Campeonato Mundial de Piragüismo en Kayak de Mar de 2013
El I Campeonato Mundial de Piragüismo en Kayak de Mar se celebró en Vila do Conde (Portugal) en 2013 bajo la organización de la Federación Internacional de Piragüismo (ICF).

## Resultados
| Evento       | Oro                    | Plata                   | Bronce                |
| ------------ | ---------------------- | ----------------------- | --------------------- |
| K1 masculino | Sean Rice Sudáfrica    | Cory Hill Australia     | Sam Norton Australia  |
| K1 femenino  | Michele Eray Sudáfrica | Michelle Burn Sudáfrica | Nikki Mocke Sudáfrica |

## Medallero
| Núm. | País      | Oro | Plata | Bronce | Total |
| ---- | --------- | --- | ----- | ------ | ----- |
| 1    | Sudáfrica | 2   | 1     | 1      | 4     |
| 2    | Australia | 0   | 1     | 1      | 2     |
|      | TOTAL     | 2   | 2     | 2      | 6     |